# Wonderful Crazy Night Tour
Wonderful Crazy Night Tour – trzydziesta solowa trasa koncertowa Eltona Johna; w jej trakcie odbyło się 135 koncertów.

## Program koncertów
Nie na wszystkich koncertach setlista była identyczna
1. "The Bitch Is Back"
2. "Bennie and the Jets"
3. "I Guess That’s Why They Call It the Blues"
4. "Take Me to the Pilot"
5. "Daniel"
6. "Looking Up"
7. "A Good Heart"
8. "Philadelphia Freedom"
9. "I Want Love"
10. "Tiny Dancer"
11. "Levon"
12. "Rocket Man"
13. "Have Mercy on the Criminal"
14. "Your Song"
15. "Burn Down the Mission"
16. "Sad Songs (Say So Much)"
17. "Don’t Let the Sun Go Down on Me"
18. "I’m Still Standing"
19. "Crocodile Rock"
20. "Your Sister Can’t Twist (But She Can Rock’n’Roll)"
21. "Saturday’s Night Alright for Fighting"
22. "Candle in the Wind"

## Lista koncertów
1. 13 stycznia 2016 – Los Angeles, Kalifornia, USA – Wiltern Theatre
2. 5 lutego 2016 – Paryż, Francja – Olympia
3. 6 lutego 2016 – Paryż, Francja – Olympia
4. 7 lutego 2016 – Paryż, Francja – Olympia
5. 9 marca 2016 – Estero, Floryda, USA – Germain Arena
6. 11 marca 2016 – Johnson City, Tennessee, USA – Freedom Hall Civic Center
7. 12 marca 2016 – Chattanooga, Tennessee, USA – McKenzie Arena
8. 15 marca 2016 – Mobile, Alabama, USA – Mobile Civic Center
9. 16 marca 2016 – Columbus, Ohio, USA – Columbus Civic Center
10. 18 marca 2016 – Roanoke, Wirginia, USA – Berglund Center
11. 19 marca 2016 – Charlottesville, Wirginia, USA – John Paul Jones Arena
12. 22 marca 2016 – Youngstown, Ohio, USA – Covelli Centre
13. 23 marca 2016 – Grand Rapids, Michigan, USA – Van Andel Arena
14. 26 maja 2016 – Tel Awiw, Izrael – park ha-Jarkon
15. 28 maja 2016 – Sankt Petersburg, Rosja – Ice Palace
16. 30 maja 2016 – Moskwa, Rosja – Crocus City Hall
17. 3 czerwca 2016 – Uelzen, Niemcy – Almased Arena
18. 4 czerwca 2016 – Erfurt, Niemcy – Domplatz Erfurt
19. 5 czerwca 2016 – Rastatt, Niemcy – Ehrenhof der Barockresidenz
20. 7 czerwca 2016 – Frankfurt, Niemcy – Festhalle Frankfurt
21. 8 czerwca 2016 – Krefeld, Niemcy – König Palast
22. 10 czerwca 2016 – Lincoln, Anglia – Lincolnshire Showground
23. 11 czerwca 2016 – Leicester, Anglia – Grace Road Cricket Ground
24. 12 czerwca 2016 – Warminster, Anglia – Longleat
25. 14 czerwca 2016 – Liverpool, Anglia – Echo Arena Liverpool
26. 18 czerwca 2016 – Oświęcim, Polska – Life Festival Oświęcim
27. 19 czerwca 2016 – Exeter, Anglia – Westpoint Outdoor
28. 25 czerwca 2016 – Edynburg, Szkocja – Meadowbank Stadium
29. 26 czerwca 2016 – Woodstock, Anglia – Blenheim Palace (Nocturne Festival)
30. 30 czerwca 2016 – Ålesund, Norwegia – Color Line Stadion
31. 1 lipca 2016 – Trondheim, Norwegia – Sverresborg Arena
32. 2 lipca 2016 – Trondheim, Norwegia – Sverresborg Arena
33. 4 lipca 2016 – Aarhus, Dania – Mindeparken
34. 6 lipca 2016 – Henley, Anglia – Floating Stage (Henley Festival)
35. 8 lipca 2016 – Argelès-sur-Mer, Francja – Parc del Valmy (Les Déferlantes d’Argéles)
36. 9 lipca 2016 – Aix-les-Bains, Francja – Lac du Bourget (Musilac Music Festival)
37. 10 lipca 2016 – Albi, Francja – Katedra Św. Cecylii (Festival Pause Guitare)
38. 12 lipca 2016 – Pompeje, Włochy – Amfiteatr w Pompejach
39. 14 lipca 2016 – Vila Nova de Gaia, Portugalia – Praia do Cabedelo
40. 15 lipca 2016 – Barolo, Włochy – Piazza Colbert
41. 16 lipca 2016 – Piazzola sul Brenta, Włochy – Anfiteatro Camerini
42. 9 września 2016 – Antalya, Turcja – Antalya Kır Aktivite Alanı (Expo 2016)
43. 11 września 2016 – Londyn, Anglia – Hyde Park
44. 18 września 2016 – Londyn, Anglia – The Roundhouse (Apple Music Festival)
45. 21 września 2016 – Savannah, Georgia, USA – Martin Luther King Jr. Arena
46. 23 września 2016 – Hershey, Pensylwania, USA – Giant Center
47. 24 września 2016 – Wilkes-Barre, Pensylwania, USA – Mohegan Sun Arena at Casey Plaza Jr.
48. 27 września 2016 – Allentown, Pensylwania, USA – PPL Center
49. 28 września 2016 – Toledo, Ohio, USA – Huntington Center
50. 29 września 2016 – London, Kanada – Budweiser Gardens
51. 5 października 2016 – Baton Rouge, Luizjana, USA – Baton Rouge River Center Arena
52. 7 października 2016 – Hidalgo, Teksas, USA – State Farm Arena
53. 8 października 2016 – Corpus Christi, Teksas, USA – American Bank Center
54. 10 listopada 2016 – Malmö, Szwecja – Malmö Arena
55. 12 listopada 2016 – Linköping, Szwecja – Saab Arena
56. 14 listopada 2016 – Wilno, Litwa – Siemens Arena
57. 15 listopada 2016 – Ryga, Łotwa – Arēna Rīga
58. 18 listopada 2016 – Brema, Niemcy – ÖVB Arena
59. 19 listopada 2016 – Antwerpia, Belgia – Lotto Arena
60. 22 listopada 2016 – Amsterdam, Holandia – Ziggo Dome
61. 24 listopada 2016 – Wiedeń, Austria – Wiener Stadthalle
62. 25 listopada 2016 – Monachium, Niemcy – Olympiahalle
63. 26 listopada 2016 – Praga, Czechy – O2 Arena
64. 29 listopada 2016 – Clermont-Ferrand, Francja – Zénith d’Auvergne
65. 2 grudnia 2016 – Belfast, Irlandia Północna – SSE Arena Belfast
66. 3 grudnia 2016 – Newcastle, Anglia – Metro Radio Arena
67. 5 grudnia 2016 – Rouen, Francja – Zénith de Rouen
68. 8 grudnia 2016 – Zurych, Szwajcaria – Hallenstadion
69. 9 grudnia 2016 – Tulon, Francja – Zénith Oméga de Toulon
70. 11 grudnia 2016 – Lizbona, Portugalia – Altice Arena
71. 4 marca 2017 – Eugene, Oregon, USA – Matthew Knight Arena
72. 5 marca 2017 – Spokane, Waszyngton, USA – Spokane Veterans Memorial Arena
73. 7 marca 2017 – Bozeman, Montana, USA – Brick Breeden Fieldhouse
74. 8 marca 2017 – Missoula, Montana, USA – Adams Center
75. 11 marca 2017 – Victoria, Kanada – Save-On-Foods Memorial Centre
76. 12 marca 2017 – Victoria, Kanada – Save-On-Foods Memorial Centre
77. 15 marca 2017 – Casper, Wyoming, USA – Casper Events Center
78. 16 marca 2017 – Colorado Springs, Kolorado, USA – Broadmoor World Arena
79. 21 marca 2017 – Tucson, Arizona, USA – Tucson Convention Center Arena
80. 22 marca 2017 – Albuquerque, Nowy Meksyk, USA – Tingley Coliseum
81. 23 marca 2017 – El Paso, Teksas, USA – Don Haskins Center
82. 31 marca 2017 – Kurytyba, Brazylia – Pedreira Paulo Leminski
83. 1 kwietnia 2017 – Rio de Janeiro, Brazylia – Praça da Apoteose
84. 4 kwietnia 2017 – Porto Alegre, Brazylia – Anfiteatro do Beira Rio
85. 6 kwietnia 2017 – São Paulo, Brazylia – Allianz Parque
86. 10 kwietnia 2017 – Santiago, Chile – Movistar Arena
87. 3 czerwca 2017 – Londyn, Anglia – Twickenham Stoop
88. 4 czerwca 2017 – Derby, Anglia – 3aaa County Ground
89. 7 czerwca 2017 – Birmingham, Anglia – Genting Arena
90. 8 czerwca 2017 – Leeds, Anglia – First Direct Arena
91. 10 czerwca 2017 – Blackburn, Anglia – Ewood Park
92. 11 czerwca 2017 – Peterborough, Anglia – ABAX Stadium
93. 13 czerwca 2017 – Kirchberg, Luksemburg – d’Coque
94. 15 czerwca 2017 – Sønderborg, Dania – Mølleparken
95. 17 czerwca 2017 – Ipswich, Anglia – Portman Road
96. 18 czerwca 2017 – Widnes, Anglia – Select Security Stadium
97. 20 czerwca 2017 – Cork, Irlandia – The Docklands (Live at the Marquee)
98. 24 czerwca 2017 – Airdrie, Szkocja – Excelsior Stadium
99. 25 czerwca 2017 – Nantes, Francja – Zénith de Nantes Métropole
100. 27 czerwca 2017 – Kolonia, Niemcy – Lanxess Arena
101. 29 czerwca 2017 – Kristiansand, Norwegia – Scandic Kristiansad Bystranda
102. 30 czerwca 2017 – Hamar, Norwegia – Hamar Stortorget
103. 2 lipca 2017 – Sztokholm, Szwecja – Gröna Lund Tivoli
104. 5 lipca 2017 – Mannheim, Niemcy – SAP Arena
105. 7 lipca 2017 – Berlin, Niemcy – Mercedes-Benz Arena
106. 9 lipca 2017 – Sopot, Polska – Opera Leśna
107. 12 lipca 2017 – Zurych, Szwajcaria – Dolder Kunsteinbahn (Live at the Sunset)
108. 14 lipca 2017 – Mantua, Włochy – Piazza Sordello
109. 15 lipca 2017 – Klagenfurt, Austria – Wörthersee Stadion
110. 16 lipca 2017 – Oberösterreich, Austria – Burg Clam
111. 18 lipca 2017 – Las Palmas, Hiszpania – Gran Canaria Arena
112. 20 lipca 2017 – Marbella, Hiszpania – Nagüeles Quarry Amphitheatre (Starlite Festival)
113. 22 września 2017 – Mackay, Australia – BB Print Stadium Mackay
114. 24 września 2017 – Wollongong, Australia – WIN Stadium
115. 27 września 2017 – Hobart, Australia – Derwent Entertainment Centre
116. 28 września 2017 – Hobart, Australia – Derwent Entertainment Centre
117. 30 września 2017 – Cairns, Australia – Cazaly’s Stadium
118. 1 października 2017 – Yarra Valley, Australia – Rochford Wines Yarra Valley
119. 10 listopada 2017 – Moline, Illinois, USA – iWireless Center
120. 10 listopada 2017 – Evansville, Indiana, USA – Ford Center
121. 14 listopada 2017 – Kingston, Kanada – Rogers K-Rock Centre
122. 15 listopada 2017 – St. Catharines, Kanada – Meridian Centre
123. 17 listopada 2017 – Portland, Oregon, USA – Cross Insurance Arena
124. 18 listopada 2017 – Bangor, Maine, USA – Cross Insurance Center
125. 1 grudnia 2017 – Paryż, Francja – Palais Omnisports de Paris-Bercy
126. 3 grudnia 2017 – Barcelona, Hiszpania – Palau Sant Jordi
127. 5 grudnia 2017 – Hamburg, Niemcy – Barclaycard Arena
128. 6 grudnia 2017 – Monte Carlo, Monako – Grimaldi Forum
129. 8 grudnia 2017 – Dubaj, Zjednoczone Emiraty Arabskie – Autism Rock Amphitheatre
130. 10 grudnia 2017 – Bejrut, Liban – Forum de Beyrouth
131. 12 grudnia 2017 – Tuluza, Francja – Zénith de Toulouse
132. 14 grudnia 2017 – Moskwa, Rosja – Crocus City Hall
133. 16 grudnia 2017 – Friedrichshafen, Niemcy – Messe Friedrichshafen
134. 30 czerwca 2018 – Szekwetili, Gruzja – Black Sea Arena
135. 1 lipca 2018 – Szekwetili, Gruzja – Black Sea Arena

## Zespół Eltona Johna
- Elton John – fortepian, wokal prowadzący
- Davey Johnstone – gitara, banjo, chórki
- Matt Bissonette – gitara basowa, chórki
- Nigel Olsson – perkusja, chórki
- John Mahon – instrumenty perkusyjne, chórki
- Ray Cooper – instrumenty perkusyjne
- Kim Bullard – keyboardy